# Lisandro Moyano
Lisandro Moyano Elizondo (Buenos Aires; 11 de julio de 1983) es un exfutbolista argentino. Jugaba como delantero.

## Clubes
| Club                     | País      | Año         |
| ------------------------ | --------- | ----------- |
| C. A. San Lorenzo        | Argentina | 2003 - 2004 |
| Estudiantes de Mérida FC | Venezuela | 2004        |
| Trujillanos FC           | Venezuela | 2004        |
| Deportivo Italmaracaibo  | Venezuela | 2005        |
| CF Monterrey             | México    | 2006        |
| Central Norte            | Argentina | 2007        |
| San José                 | Bolivia   | 2007        |
| Macará                   | Ecuador   | 2008        |
| Deportivo Jalapa         | Guatemala | 2008        |
| Mineros de Guayana       | Venezuela | 2009        |
| Aurora                   | Bolivia   | 2009        |

### Hat-tricks en su carrera
| 1 | 29 de abril de 2007 | Estadio Jesús Bermúdez, Oruro | San José - Oriente Petrolero |  | 9 - 2 | Torneo Apertura 2007 |

## Palmarés

### Títulos nacionales
| Título           | Club     | Año           |
| ---------------- | -------- | ------------- |
| Primera División | San José | Clausura 2007 |